# 翁南道
翁南道（1965年10月—），IT业企业家，浙江余姚人。创建颐高数码广场，现任颐高集团公司董事长，并涉足房地产业。

## 经历
- 1988年，浙江大学计算机系毕业。
- 1993年，创立浙江大学灵峰科技开发有限公司。
- 1998年，投资创办杭州高新数码城（位于杭州文三路）。
- 2000年，创建颐高数码广场，进军数码连锁业务。
- 2002年，成立颐高集团，业务遍及全国。
- 2005年，公司更名为颐高集团有限公司。

## 荣誉
2006年，“中国商业地产年度领袖人物”奖（第三届中国房地产博览会，四川成都）。